# Tetrasporophyt
Als Tetrasporophyt wird die zweite diploide Generation der Rotalgen bezeichnet. Die Entwicklung der drei Generationen bei den Rotalgen erfolgt meist auf nur zwei Vegetationskörpern, gelegentlich sogar nur auf einem einzigen.

## Der dreigliedrige Generationswechsel der Rotalgen

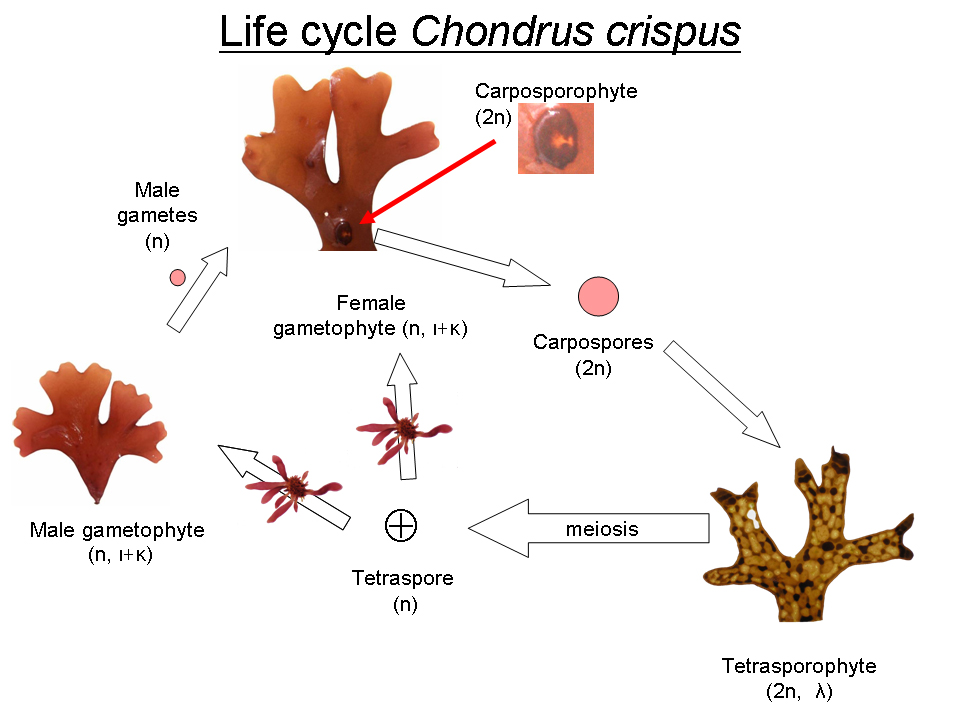
Generationswechsel der Rotalgen, hier beim Knorpeltang

Rotalgen haben als einzige Organismengruppe einen dreigliedrigen Generationswechsel, bestehend aus:
- dem haploiden Gametophyten (wörtlich: „die Gameten produzierende Pflanze“);
- dem ersten diploiden Sporophyten (wörtlich: „die Sporen produzierende Pflanze“): Diese Generation der Rotalgen wird der besseren Unterscheidung halber Karposporophyt genannt;
- dem zweiten diploiden Sporophyten: Bei Rotalgen wird er Tetrasporophyt genannt.

Gametophyt und Tetrasporophyt sind bei den meisten Rotalgen gleich gestaltet und vom Laien kaum zu unterscheiden; sie bilden die häufig in basales Haftorgan („Rhizoid“) und lange, oft verzweigte Bänder (Phylloide) gegliederte, rot bis violett gefärbte „Algenpflanze“. Die mittlere Generation – der Karposporophyt – wächst direkt auf dem Gametophyten. Er ist in der Regel sehr viel kleiner als die beiden anderen Generationen und sieht bei einigen Rotalgenarten derart abweichend von diesen aus, dass die Botaniker ihn anfangs für einen echten Parasiten gehalten und mit einem eigenen Artnamen bezeichnet hatten.

### Lebenszyklus der Rotalgen

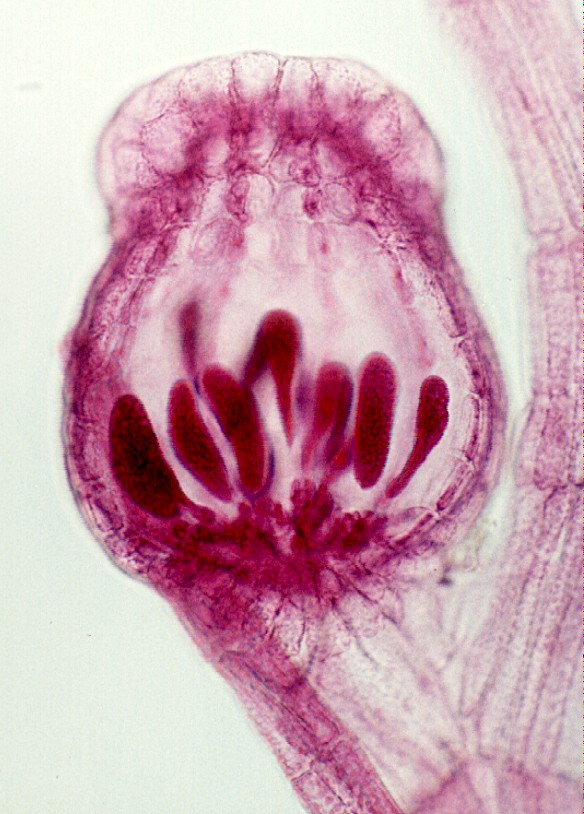
Umhüllendes Zystokarp und Karposporophyten von Polysiphonia

Der Gametophyt setzt haploide männliche Gameten (Geschlechtszellen) frei, die unbegeißelt sind und im Wasser passiv zu den weiblichen Gameten getrieben werden. Die weiblichen Geschlechtszellen befinden sich in einem Gametangium („Gametenbehälter“), der bei den Algen Karpogon genannt wird. Daraus ragt bei vielen Rotalgen ein schlankes Empfängnisorgan (die Trichogyne) heraus, an die sich eine männliche Geschlechtszelle anhaften kann. Daraufhin entsteht am Ort der Anhaftung beiderseits eine Öffnung, durch die der Inhalt der männlichen Geschlechtszellen in die Trichogyne gelangt.
Nach dem Verschmelzen des männlichen Genoms mit der Eizelle keimt die Zygote unmittelbar im Karpogon aus und entwickelt sich zur zweiten Generation, dem Karposporophyten. Dieser besteht meist nur aus unscheinbaren, mikroskopisch kleinen Zellfäden und wächst direkt auf dem Gametophyten. Bei vielen Arten ist er zusätzlich von einem Schutzgewebe des Gametophyten (dem Zystokarp) umhüllt. Der Karposporophyt bildet durch Mitose nackte, diploide, unbegeißelte Karposporen; sie werden aufgrund ihrer Entstehung durch Mitose auch Mitosporen genannt.
Erst diese Karposporen keimen zur dritten Generation aus, dem diploiden Tetrasporophyten, der wieder eine autonome „Algenpflanze“ bildet. Der Tetrasporophyt bildet unter Reduktionsteilung aus jeder Sporenmutterzelle vier haploide Sporen (Meiosporen), die auch Tetra(meio)sporen genannt werden. Diese namensgebenden und ebenfalls unbegeißelten Tetrameiosporen werden vom Wasser verdriftet und keimen schließlich zu neuen Gametophyten aus.

### Abweichungen vom Normaltyp
Bei einigen Arten, u. a. bei der in schnell fließenden Bächen vorkommenden „Froschlaichalge“ (Batrachospermum) wächst der Tetrasporophyt auf dem Karposporophyt, sodass alle drei Generationen zeitlebens miteinander verbunden bleiben.

## Belege
- Peter Sitte, Hubert Ziegler, Friedrich Ehrendorfer, Andreas Bresinsky: Strasburger. Lehrbuch der Botanik für Hochschulen. 34. Auflage. Gustav Fischer, Stuttgart/Jena/Lübeck/Ulm 1998, S. 608–609, ISBN 3-437-25500-2.